# Vlag van Hellum

Dorpsvlag van Hellum

De vlag van Hellum werd in mei 2008 door het Nederlandse dorp Hellum in gebruik genomen.
Ter gelegenheid van het 50-jarig bestaan van de Vereniging Dorpsbelangen van het dorp Hellum is besloten tot het ontwerpen van een vlag. De vlag is onderverdeeld in gekleurde vlakken, voorstellende het geel van de zandrug waarop het dorp gebouwd is, het blauw van het Schildmeer dicht bij het dorp. Vervolgens stellen de groengekleurde banen het agrarisch karakter en het groene lint voor, waarlangs de bebouwing is gesitueerd. De bebouwing zelf is aangegeven door de rode banen. Verder is het wapen van de familie Rengers toegevoegd op de vlag. Deze familie bewoonde ooit de (gesloopte) borg Menolda die in het dorp Hellum stond. De vlag is getekend door beeldend kunstenaar Jaap Koetje.
Bierum
· Boerakker-Lucaswolde
· Bourtange
· De Wilp
· Drieborg
· Eenum
· Farmsum
· Garrelsweer
· Hellum
· Jonkersvaart
· Kiel-Windeweer
· Leens
· Leermens
· Losdorp
· Marum
· Middelstum
· Noordlaren
· Nuis-Niebert
· Oldekerk, Faan en Niekerk
· Onstwedde
· Schildwolde
· Spijk
· Stedum
· Wehe-den Hoorn
· 't Zandt
· Zevenhuizen
· Zijldijk